# ديفيد شيرر
ديفيد شيرر (بالإنجليزية: David Shearer)‏ هو سياسي نيوزلندي، ولد في 28 يوليو 1957 في أوكلاند في نيوزيلندا. حزبياً، نشط في حزب العمال النيوزيلندي. وقد انتخب عضو مجلس النواب النيوزيلندي.